# Miguel Cabrera Cabrera
Miguel Cabrera Cabrera (Las Palmas, 12 de març de 1948) és un arquitecte i polític espanyol. Estudia el batxillerat fins a tercer a Fuerteventura per lliure i després en l'Institut Pérez Galdós de Las Palmas. Cursa la carrera d'Arquitectura en les escoles de Madrid i València, on acabà el 1973. Exerceix la seva professió a Las Palmas i Fuerteventura. En 1975 va ser triat vocal de la Junta de Govern del Col·legi d'Arquitectes fins que va dimitir en donar començament la campanya electoral de 1977.
Per a les eleccions generals espanyoles de 1977 va fundar Asamblea Majorera, amb la qual fou escollit senador per Fuertenventura. No fou escollit a les eleccions de 1979, però fou novament escollit senador a les eleccions generals espanyoles de 1982. A les eleccions al Parlament de Canàries de 1987 i 1991 fou elegit diputat per Asamblea Majorera.